# Błażowa
Błażowa est une ville de Pologne, située dans le sud-est du pays, dans la voïvodie des Basses-Carpates. Elle est le chef-lieu de la gmina de Błażowa, dans le powiat de Rzeszów.